# Марк Дакаскос
Марк Дакаскос (англ. Mark Dacascos; 26 лютого 1964) — американський актор та майстер бойових мистецтв.

## Біографія
Марк Дакаскос народився 26 лютого 1964 року в Гонолулу, Гаваї. Батько, Ел Дакаскос, — інструктор бойових мистецтв, має філіппінське, іспанське та китайське походження, мати, Моріко Маквей, — ірландського та японського походження. З дитинства Марк навчався бойових мистецтв, свій перший турнір виграв у 9 років.

## Кар'єра
Першу свою роль отримав у фільмі «Dim Sum: A Little Bit of Heart» (1985), але всі сцени з Марком були вирізані. Після було кілька невеликих ролей у фільмах і серіалах. Першою великою роботою в кіно стала картина «Американський самурай» (1992) режисера Сема Фьорстенберга.

Один з найвідоміших фільмів за участі Марка — «Тільки найсильніші» (1993). Цікаво, що для ролі свого вчителя в фільмі Марк запросив Амена Санто, у якого на той момент вивчав капоейру.
«Я був щасливим бачити Амена не тільки як свого вчителя для підготовки ролі, а також і в ролі мого викладача у фільмі. Він також тренував акторів, що грали в фільмі, студентів, допомагав у постановці боїв та звуковому оформленні фільму. Ми всі були дуже раді, що Амен працював з нами над тим проектом»,, — Марк Дакаскос

## Особисте життя
Марк Дакаскос з 1998 року одружений з Джулі Кондра у них троє дітей: двоє синів, Макоа і Капоно, і дочка Ноелані.

## Фільмографія

### Кінофільми
| Рік  | Назва                          | Оригінальна назва                                 | Роль                                  | Примітки                 |
| ---- | ------------------------------ | ------------------------------------------------- | ------------------------------------- | ------------------------ |
| 1985 |                                | Dim Sum: A Little Bit of Heart                    | боєць                                 | Видалена сцена           |
| 1989 |                                | Ninja Academy                                     | чорний ніндзя                         |                          |
| 1990 |                                | Angel Town                                        | водій Стоунера                        |                          |
| 1992 |                                | American Samurai                                  | Кендзіро Санґа                        |                          |
| 1993 | Лише найсильніші               | Only the Strong                                   | Луїс Стівенс                          |                          |
| 1993 |                                | Roosters                                          | Син Філіпоно                          | камео                    |
| 1994 | Подвійний дракон               | Double Dragon                                     | Джиммі Лі                             |                          |
| 1995 |                                | Deadly Past                                       | Лео                                   |                          |
| 1995 | Кікбоксер 5: Спокута           | Redemption: Kickboxer 5                           | Метт Рівз                             | Direct-to-video          |
| 1995 | Убивця, що плаче               | Crying Freeman                                    | Йо Хіномура / Фрімен                  |                          |
| 1996 | Саботаж                        | Sabotage                                          | Майкл Бішоп                           |                          |
| 1996 | Острів доктора Моро            | The Island of Dr. Moreau                          | Ло Май                                |                          |
| 1996 |                                | DNA                                               | Д-р Еш Меттлі                         | відеофільм               |
| 1997 | Драйв                          | Drive                                             | Тобі Вонг                             | Direct-to-video          |
| 1997 | Червоний слід                  | Deathline                                         | Меррік                                |                          |
| 1998 |                                | Boogie Boy                                        | Джессі Пейдж                          |                          |
| 1998 | Притулок                       | Sanctuary                                         | Люк Ковак                             |                          |
| 1998 | Операція                       | No Code of Conduct                                | Пол Де Люкка                          |                          |
| 1999 |                                | The Base                                          | Майор Джон Мерфі / капрал Джон Далтон | відеофільм               |
| 2000 | Шанхайський зв'язковий         | 雷霆戰警 / China Strike Force                     | Тоні Лау                              |                          |
| 2001 | Братство вовка                 | Brotherhood of the Wolf                           | Мені                                  |                          |
| 2001 |                                | Instinct To Kill                                  | Джей Ті Діллон                        |                          |
| 2002 |                                | Scorcher                                          | Полковник Раян Бекетт                 |                          |
| 2003 | Від колиски до могили          | Cradle 2 the Grave                                | Лінг                                  |                          |
| 2005 |                                | Final Approach / Junior Pilot                     | Като                                  | відеофільм               |
| 2005 |                                | Köshpendiler / Nomad                              | Шаріш                                 |                          |
| 2006 | Місія порятунку                | The Hunt for Eagle One                            | Лейтенант Метт Деніелс                | Direct-to-video          |
| 2006 |                                | Only the Brave                                    | Закі (Стів Сендзакі)                  |                          |
| 2006 | Місія порятунку 2: Місце удару | The Hunt for Eagle One: Crash Point               | Лейтенант Метт Деніелс                | Direct-to-video          |
| 2006 | Я — Омега                      | I Am Omega                                        | Ренчард                               |                          |
| 2007 | Кодове ім'я: Чистильник        | Code Name: The Cleaner                            | Ерік Гоук                             |                          |
| 2007 | Агент прибульців               | Alien Agent                                       | Райккер                               | відеофільм               |
| 2008 |                                | Gideon Falls                                      | Сет                                   | короткометражний         |
| 2009 |                                | The Legend of Bruce Lee                           | Тайський боксер                       | відеофільм               |
| 2009 |                                | Serbian Scars                                     | Пітер Олсен Обіліч                    |                          |
| 2010 |                                | Shadows in Paradise                               | Лейтенант Макс Форрестер              |                          |
| 2010 |                                | Secret of the Sultan                              | Джон                                  |                          |
| 2012 |                                | Abraham Lincoln: Vampire Hunter Sequels           | Міллард Філлмор                       | короткометражний         |
| 2012 |                                | Battle Royal                                      | Оповідач (голос)                      | відеофільм               |
| 2013 | Зниклий медальйон              | The Lost Medallion: The Adventures of Billy Stone | Кобра / містер Кобб                   |                          |
| 2014 |                                | Roger Corman's Operation Rogue                    | Captain Max Randall                   | Direct-to-video          |
| 2014 |                                | To Have and to Hold                               | Нантаукуас                            |                          |
| 2014 | Варделл Дюсельдорфер           | The Extendables                                   | Марк                                  |                          |
| 2014 |                                | Operation Rogue                                   | Капітан Макс Рендалл                  |                          |
| 2016 | Розбірки у Манілі              | Showdown in Manila                                | Метью Веллс                           | Також режисер і продюсер |
| 2016 |                                | Beyond the Game                                   | Боєць                                 |                          |
| 2017 |                                | Ultimate Justice                                  | Гас (Густав-Фердинанд фон Берен)      |                          |
| 2017 | Максимальний удар              | Maximum Impact                                    | Тоні Лін                              |                          |
| 2018 |                                | The Legend of Hallowaiian                         | Поно                                  | Озвучення                |
| 2019 | Джон Уік 3                     | John Wick: Chapter 3 — Parabellum                 | Зеро                                  |                          |
| 2019 | Щасливий день                  | Lucky Day                                         | Луїс                                  |                          |
| 2019 |                                | The Driver                                        | Водій                                 |                          |
| 2020 |                                | One Night in Bangkok                              | Кай Каел                              |                          |
| 2021 |                                | Batman: Soul of the Dragon                        | Річард Дракон (голос)                 | Direct-to-video          |
| 2021 |                                | Assault on VA-33                                  | Джексон                               |                          |
| 2022 | Біжи і стріляй                 | The Ray                                           | Брандо                                |                          |
| 2022 | Клинок 47 ронінів              | Blade of the 47 Ronin                             | Лорд Шинширо                          |                          |
| 2023 | Лицарі Зодіаку                 | Knights of the Zodiac                             | Майлок                                |                          |
| 2024 |                                | Jade                                              | Різ                                   |                          |

### Телебачення
| Рік       | Назва                     | Оригінальна назва                    | Роль                        | Примітки                                       |
| --------- | ------------------------- | ------------------------------------ | --------------------------- | ---------------------------------------------- |
| 1986      |                           | Bio-Man                              | Віктор Лі / Біоритм Ред     | Пілотний епізод                                |
| 1986-1997 | Головний госпіталь        | General Hospital                     | поліціант-кадет             | 4 епізоди                                      |
| 1990      |                           | Doogie Howser, MD                    | Джуліан                     | Епізод «The Grass Ain't Always Greener» (1.25) |
| 1990      | Флеш                      | The Flash                            | Осако                       | Епізод «Child's Play» (1.06)                   |
| 1990      |                           | New Dragnet                          | Кевін Чоу                   | Епізод «Queen of Hearts» (1.25)                |
| 1991      |                           | Dead on the Money                    | Учитель бойових єдиноборств | Телефільм                                      |
| 1994      |                           | Dragstrip Girl                       | Джонні Рамірес              | Телефільм                                      |
| 1994      | Байки зі склепу           | Tales from the Crypt                 | Фелікс Джонсон              | Епізод «The Pit» (6.07)                        |
| 1996      |                           | One West Waikiki                     | Моку                        | Епізод «Rest in Peace» (2.07)                  |
| 1998-1999 | Ворон: Шлях до раю        | The Crow: Stairway to Heaven         | Ерік Дрейвен / Ворон        | 22 епізоди                                     |
| 1999      | З привітом із Шанхая      | Martial Law                          | Стівен Ґарт                 | Епізод «Ninety Million Reasons to Die» (2.05)  |
| 2002      | CSI: Місце злочину        | CSI: Crime Scene Investigation       | Ананда                      | Епізод «Felonious Monk» (2.17)                 |
| 2004-2018 |                           | Iron Chef America                    | Глава                       | 236 епізодів                                   |
| 2006      | Сонячний удар             | Solar Attack                         | Лукас Фостер                | Телефільм                                      |
| 2007-2012 |                           | The Next Iron Chef                   | The Chairman                | 16 епізодів                                    |
| 2008      |                           | 李小龍傳奇 / The Legend of Bruce Lee | Тайський боксер Кінг Чарльз | 50 епізодів                                    |
| 2008      |                           | The Middleman                        | Сенсей Пінг                 | Епізод «The Sino-Mexican Revelation» (1.03)    |
| 2007-2008 | Зоряна брама: Атлантида   | Stargate Atlantis                    | Тайр                        | 2 епізоди                                      |
| 2009      |                           | Wolvesbayne                          | Фон Ґрім                    | Телефільм                                      |
| 2009      |                           | Kamen Rider: Dragon Knight           | Евбулон / Мастер Адвента    | 9 епізодів                                     |
| 2009      |                           | Dancing with the Stars               | В ролі себе                 | 7 епізодів                                     |
| 2014      | Поліція Чикаго            | Chicago P.D.                         | Джиммі Ші                   | Епізод «Different Mistakes»                    |
| 2014      |                           | Delo Batagami                        | Батаґамі                    |                                                |
| 2015-2016 | Агенти Щ.И.Т.             | Agents of S.H.I.E.L.D.               | Ґієра                       | 11 епізоди                                     |
| 2016      | Люцифер                   | Lucifer                              | Кімо Ванзандт               | Епізод «Weaponizer» (2.05)                     |
| 2017      |                           | The Way                              |                             |                                                |
| 2017      |                           | The Perfect Bride                    | Деніел Каунтер              | Мінісеріал (2 епізоди)                         |
| 2019      | Убивці Ву                 | Wu Assassins                         | Монах / Кун Дзі             | Періодична роль                                |
| 2010-2020 | Гаваї 5.0                 | Hawaii Five-0                        | Во Фат                      | 18 епізодів                                    |
| 2022      |                           | Iron Chef: Quest for an Iron Legend  | Глава                       |                                                |
| 2023      | Губка Боб Квадратні Штани | SpongeBob SquarePants                | Гуру Грістреп               | Епізод «Spatula of the Heavens» (13.23)        |
| 2023      | Воїн                      | Warrior                              | Конг Пак                    | Головна роль (3-й сезон)                       |

### Вебпроєкти
| Рік  | Назва                      | Оригінальна назва     | Роль         | Примітки        |
| ---- | -------------------------- | --------------------- | ------------ | --------------- |
| 2013 | Смертельна битва: Спадщина | Mortal Kombat: Legacy | Кунг Лао     | 4 епізоди       |
| 2023 | Блакитноокий самурай       | Blue Eye Samurai      | Чакі (голос) | Періодична роль |

### Комп'ютерні ігри
| Рік  | Назва                                   | Роль                             | Примітки |
| ---- | --------------------------------------- | -------------------------------- | -------- |
| 1995 | Wing Commander IV: The Price of Freedom | 2nd Lt. Troy 'Catscratch' Carter |          |
| 2008 | Iron Chef America: Supreme Cuisine      | The Chairman                     |          |